# Wu Shixian

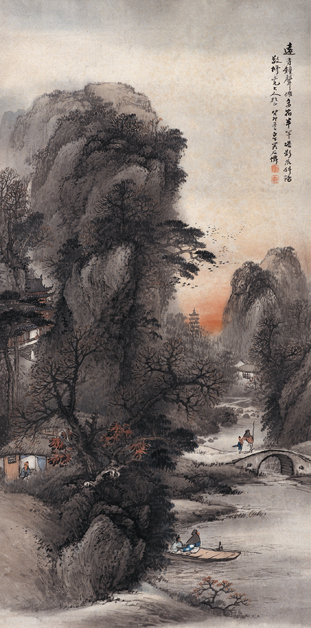
Vista llunyana d'un temple a la posta del Sol

Wu Shixian (en xinès simplificat: 吴石仙; en xinès tradicional: 吳石仙; en pinyin: Wú Shíxiān), també conegut com a Wu Qingyun fou un pintor xinès que va viure sota la dinastia Qing. No se sap la data exacta del seu naixement. Era nadiu de Changnong (altres fonts mencionen Nanjing), província de Jiangsu. Va residir a Xangai i al Japó. Va ser un pintor paisatgista que es va especialitzar en paisatges amb efectes atmosfèrics (boira i pluja). Va aprendre les tècniques occidentals de pintura. Vinculat a la tendència artística guohua.